# Cattedrale di Santa Maria Assunta (Oristano)
La cattedrale di Santa Maria Assunta è il duomo di Oristano e la chiesa madre dell'arcidiocesi Arborense. Sorge nel centro storico cittadino.

## Storia

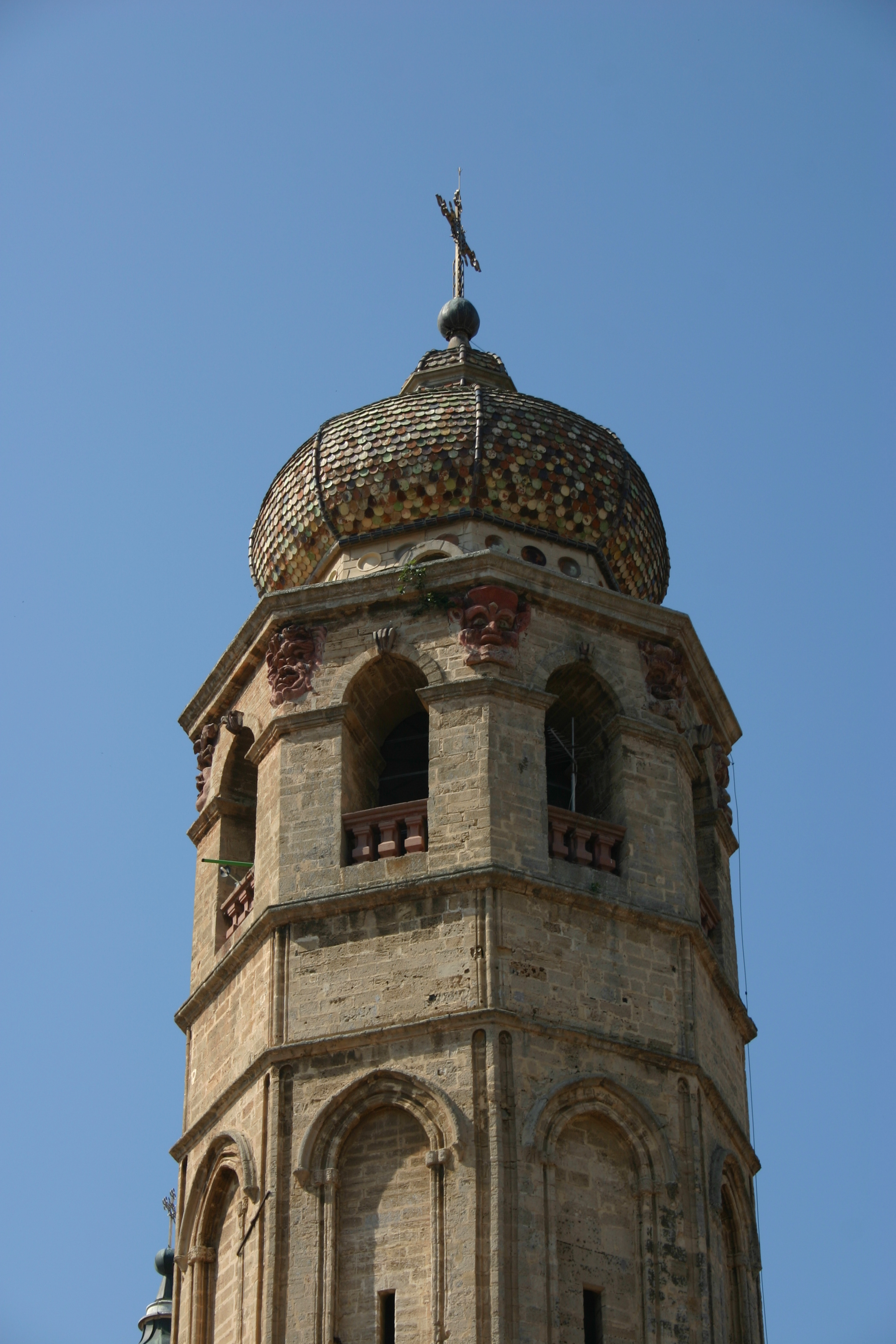
Il campanile

La cattedrale di Oristano sorge sul luogo di un insediamento di epoca bizantina, come testimoniano le sepolture, risalenti al VII secolo, rinvenute nella piazza antistante l'edificio. L'esistenza della cattedrale, l'ecclesia sanctae Mariae de Orestano, è documentata dal 1131; le sedici colonne conservate nel cortile del duomo e i capitelli custoditi nel vicino seminario, permettono di ipotizzare che il primitivo edificio, in stile romanico, avesse tre navate. Alcuni restauri, commissionati dall'arcivescovo Torgotorio de Muru, vennero effettuati nel 1228, anno in cui maestro Placentinus appose la sua firma sui battenti bronzei del portone ligneo, attualmente conservati nell'aula capitolare. Entro il 1348 venne edificato il transetto con le quattro cappelle in stile gotico italiano.
Il grave stato di degrado della cattedrale nella prima metà del XVIII secolo determinò i lavori di ricostruzione che hanno portato all'attuale edificio, risparmiando poco dell'antica fabbrica romanico-gotica. I lavori, voluti dall'arcivescovo Antonio Nin e dal capitolo, iniziarono nel 1729. Vennero inizialmente affidati all'architetto cagliaritano Salvatore Garrucciu e successivamente, dopo la morte di quest'ultimo, a Giovanni Battista Ariety di Alghero. Il tempio venne consacrato nel 1745 ma i lavori terminarono solo nel corso della seconda metà del secolo. Tra il 1830 e il 1837 vennero costruiti i cappelloni semicircolari del transetto secondo il progetto dell'architetto piemontese Giuseppe Cominotti, su commissione dell'arcivescovo Giovanni Maria Bua, mentre al 1912 risalgono le decorazioni pittoriche che ornano le pareti interne della cattedrale.

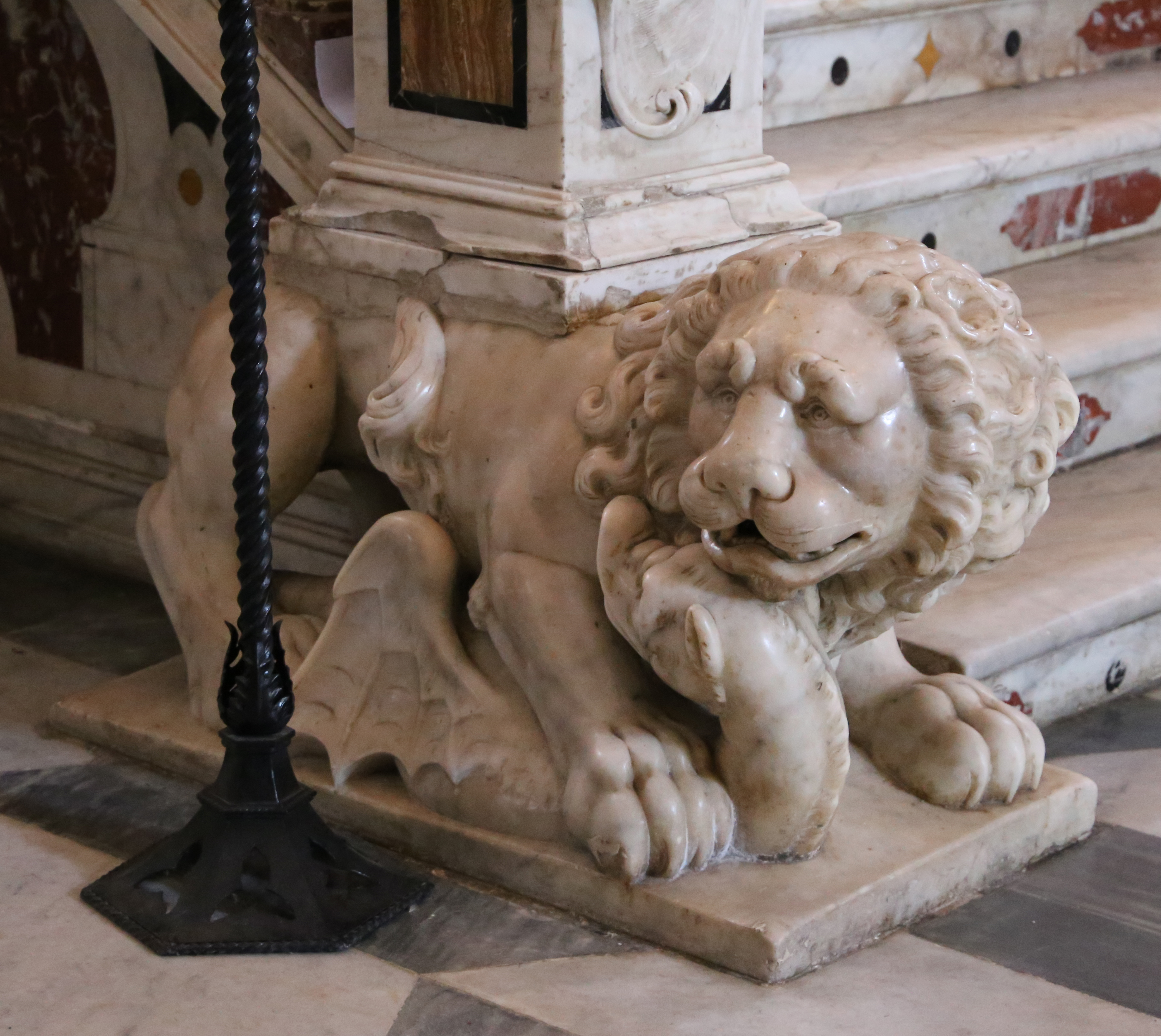
Uno dei leoni della scala del presbiterio

L'arcivescovo Ignazio Sanna dopo nove anni di decisioni e non senza critiche nel finire del 2015 decise di compiere i lavori di adeguamento liturgico. Dopo la demolizione dell'altare settecentesco, di alto pregio, e la temporanea collocazione di una tavola e tappeti per coprire il vuoto lasciato dal pregiato monumento, fece posizionare una mensa e un nuovo ambone in marmo bianco e rosso. La dedicazione avvenne il 10 gennaio 2016 con la concelebrazione eucaristica presieduta dall'arcivescovo concelebrata da alcuni vescovi sardi e dal presbiterio arborense.
Durante il rito sono state posizionate le reliquie di sant'Archelao e santa Giusta. L'antico altare fu ricostruito in posizione arretrata, nel coro, ma occultato dalle nuove strutture.

## Descrizione

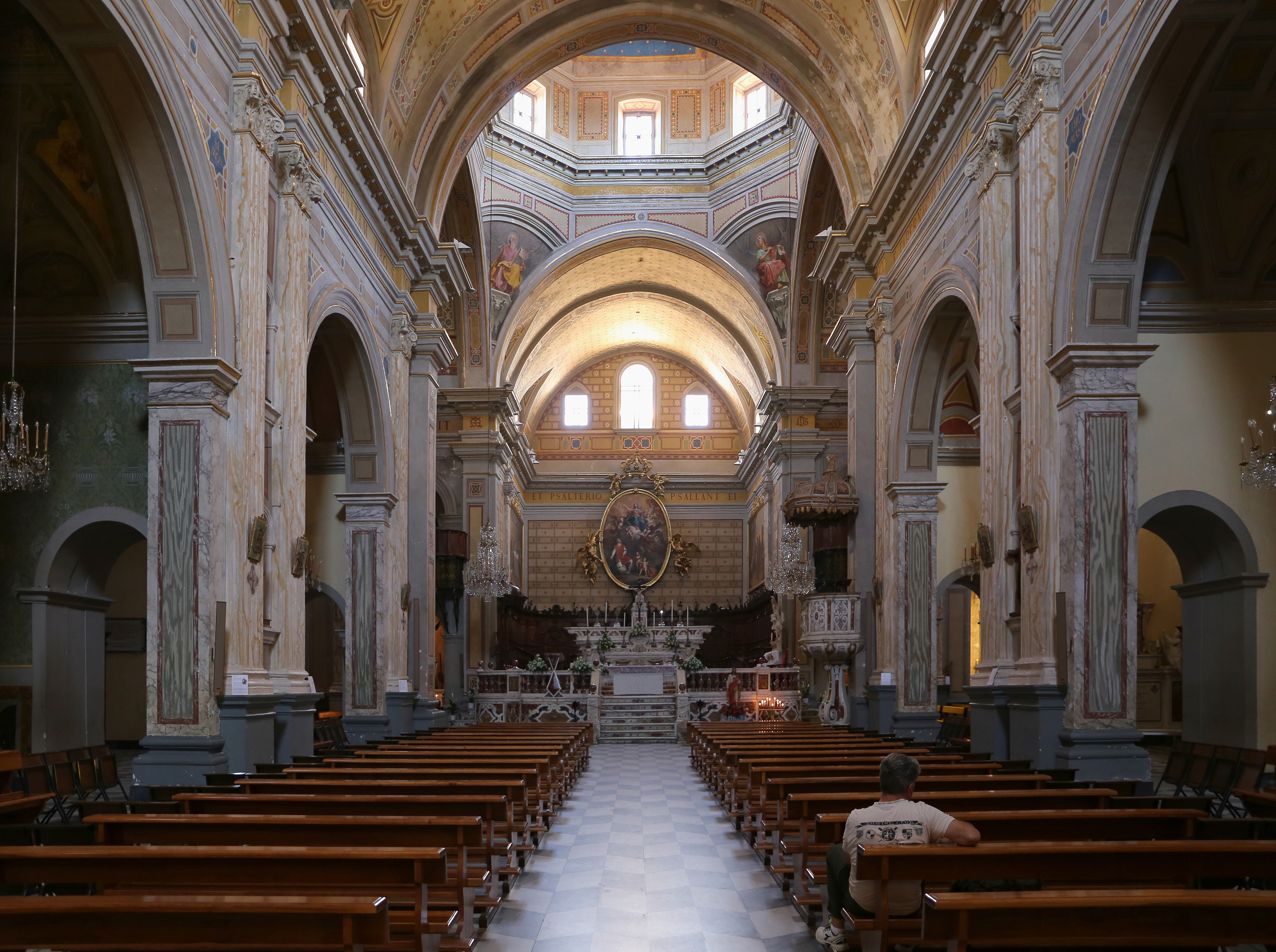
Interno

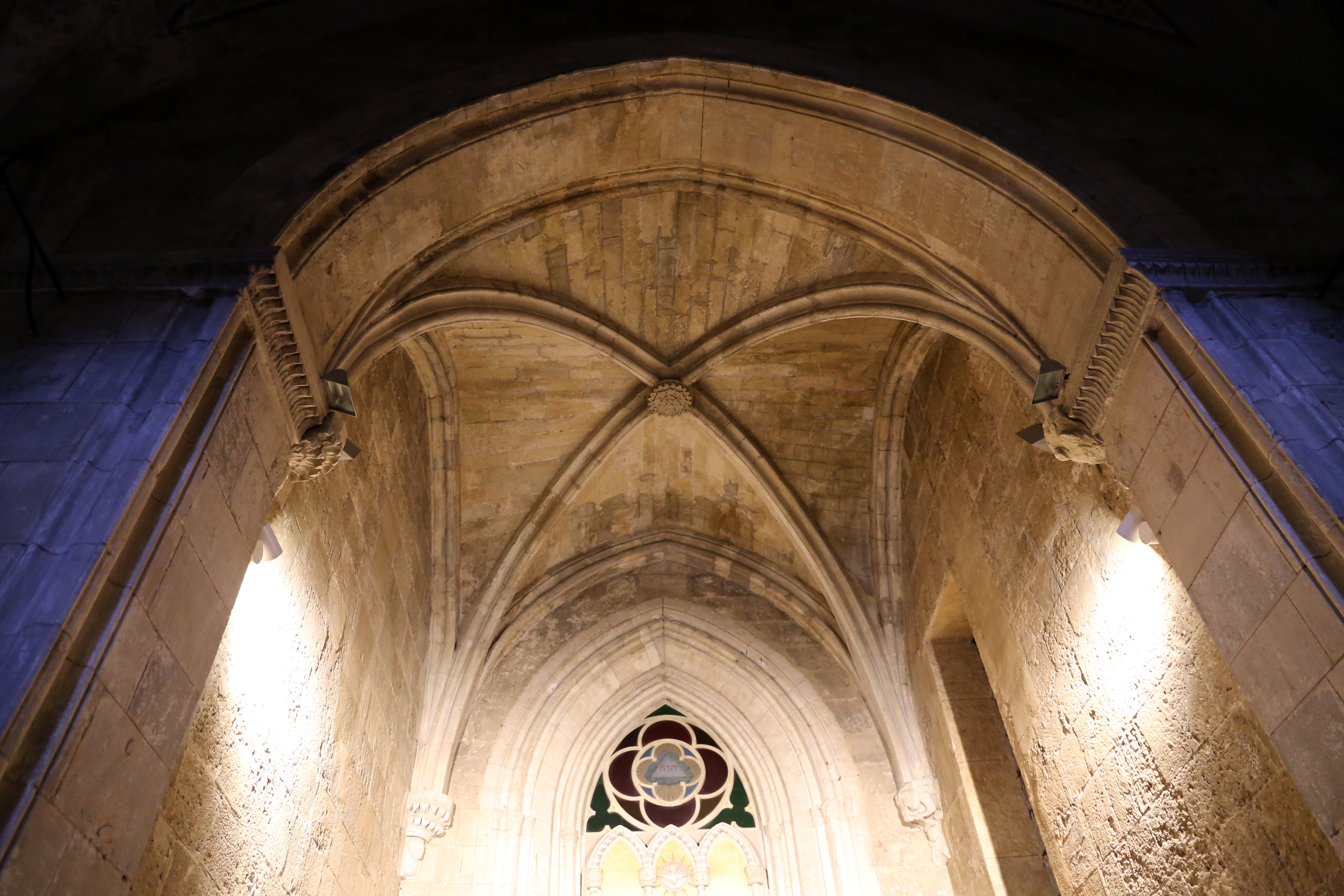
Le volte gotiche originali della cappella del Rimedio

Il duomo di Oristano si affaccia sull'ampio piazzale con il prospetto principale, incompleto, in cantoni di trachite a vista, e con il lato nord, movimentato dall'abside semicircolare del braccio del transetto e affiancato dalla bella torre campanaria a canna ottagona, di origini medievali e completata nel settecento dal cupolino a cipolla rivestito in maiolica. Il campanile è alto 41,23 metri, con la croce raggiunge i 44, 23 metri. Lo ha stabilito la misurazione fatta realizzare, in data 28 giugno 2023, dall'incaricato dell'Ufficio della Pastorale del Turismo, tempo libero e sport della diocesi.
L'interno, in pianta a croce latina, è costituito dall'unica, ampia navata, con tre cappelle su ciascun lato, transetto e abside quadrangolare. L'incrocio della navata col transetto è coperto dalla cupola ottagonale, con tamburo impostato su quattro pennacchi in cui sono dipinti gli Evangelisti. L'interno del tempio è ornato da numerose opere d'arte, tra le quali si trovano la statua lignea dell'Annunziata del XIV secolo, attribuita a Nino Pisano o più probabilmente a Francesco Valdambrino, custodita nella prima cappella a destra e l'altare settecentesco dello scultore Pietro Pozzo, in stile barocco, nella cappella dedicata a sant'Archelao, patrono di Oristano.
Il presbiterio, sul modello del duomo di Cagliari e del duomo di Sassari, è rialzato, chiuso da balaustra marmorea e con due leoni dello stesso materiale posti alla base della scala di accesso. L'altare maggiore e la credenza, in marmo, sono opera di Pietro Pozzo. Dietro l'altare si trova il pregevole coro ligneo, settecentesco, mentre sulla parete di fondo dell'abside è collocata la grande tela tonda, in cui è raffigurata l'Assunta, con una sfarzosa cornice dorata retta da angeli. Alle pareti laterali sono poste invece due grandi tele rettangolari del Marghinotti, raffiguranti l'Adorazione dei Magi e l'Ultima cena, tema quest'ultimo ripreso in varie opere dell'artista ottocentesco.

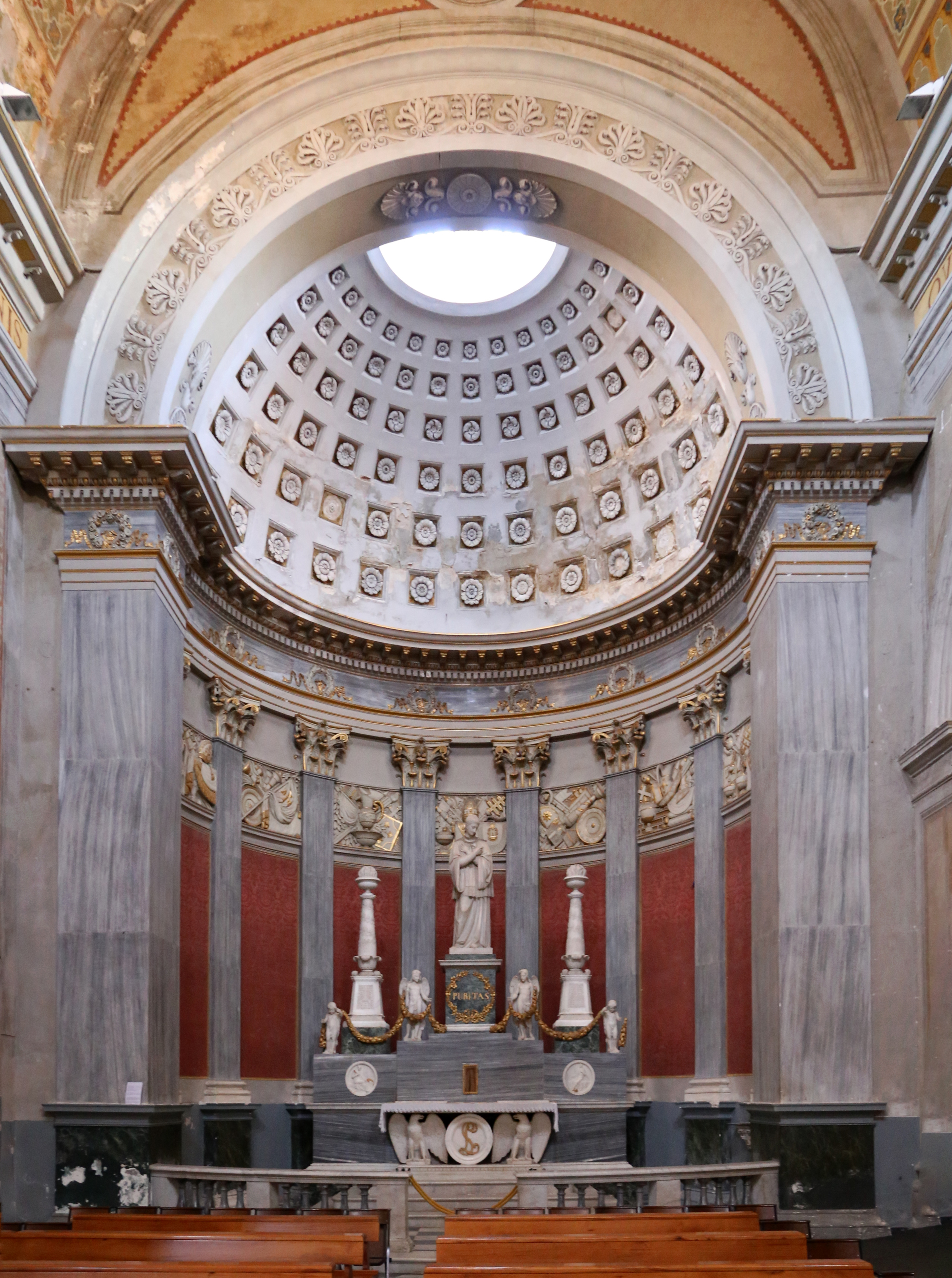
Altare del transetto con sculture di Andrea Galassi

Nel transetto si trovano le cappelle gotiche superstiti risalenti al trecento, tra cui la cappella della Madonna del Rimedio, con volta a crociera, bifora gotica aperta sul fondo e altare ornato dai resti di un pluteo marmoreo scolpito, risalenti al IX secolo. Sempre nel transetto si aprono i cappelloni ottocenteschi, in stile neoclassico, dedicati a san Luigi Gonzaga (braccio nord) e a san Giovanni Nepomuceno (braccio sud), ornati dalle sculture di Andrea Galassi.
Dalla sacrestia dei Beneficiati è possibile accedere al cosiddetto "Archivietto", una piccola cappella seicentesca a pianta quadrata, voltata a cupola emisferica, che rappresenta stilisticamente un interessante connubio di architettura tardogotica ed elementi del classicismo rinascimentale. L'"Archivietto" venne edificato per prolungare l'abside, da cui venne separato durante i restauri settecenteschi con l'erezione di una parete, diventando così un ambiente a sé adibito ad archivio.

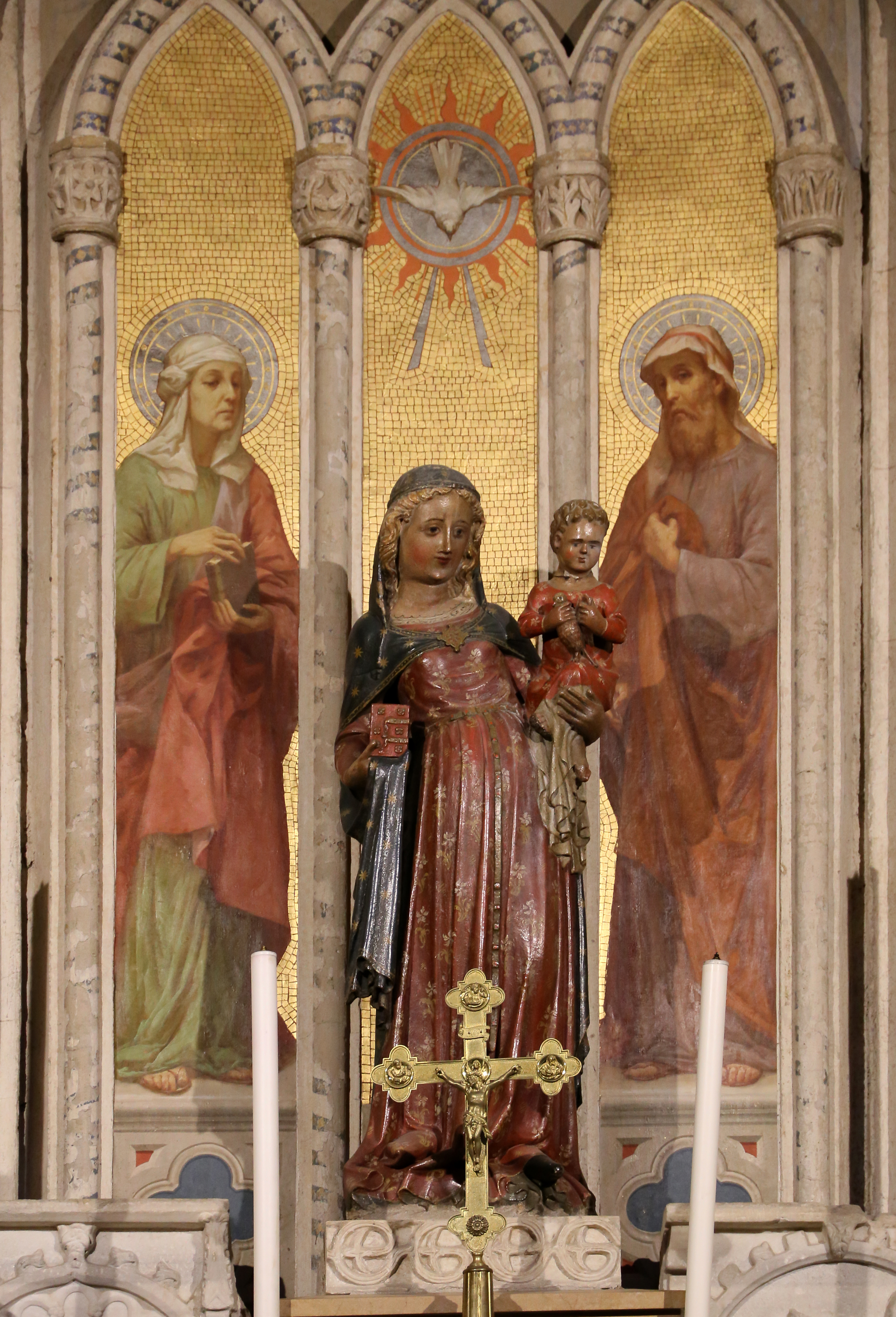
La Madonna del Rimedio di scuola catalana del 1300-15 circa tra affreschi neogotici di Ettore Ballerini

### Organo a canne
L'organo a canne della cattedrale, situato nel braccio destro del transetto, è stato costruito nel 1961 dalla ditta Tamburini; posto originariamente dietro l'altare maggiore, nel 1970, dalla stessa ditta è stato diviso in due corpi, ampliato e spostato nell'attuale sistemazione.
Attualmente il Grand'Organo (prima tastiera) e il Pedale sono posti vicino alla parete destra del transetto destro, l'Espressivo (seconda tastiera), invece, è posto in una piccola cantoria alla destra dell'abside, con una mostra formata da canne mute.
La consolle, posta sotto la scala di accesso al pulpito tra la navata e il transetto destro, possiede due tastiere di 61 tasti ciascuna e una pedaliera concavo-radiale di 32 note. La trasmissione è elettropneumatica. L'organo dispone di 29 registri.